# Tag: The Assassination Game
Tag: The Assassination Game, ook bekend met als titel Everybody Gets It In The End, is een Amerikaanse speelfilm uit 1982 onder regie van Nick Castle. De hoofdrollen werden gespeeld door onder anderen Robert Carradine, Linda Hamilton en Bruce Abbott. Forest Whitaker speelde een kleine bijrol. De film gaat over een groep studenten die het spel gotcha spelen. Tag: The Assassination Game was geen succes toen deze in april 1982 in première ging, maar sindsdien is het een cultfilm geworden.

## Verhaal
Op een campus van de UCLA spelen studenten een spel, tag genaamd. Alle deelnemers hebben een plastic vuurwapen waarmee ze pijltjes kunnen schieten. Door iemand met een pijltje te raken, wordt diegene uitgeschakeld. Hij of zij die als laatste overblijft heeft gewonnen. Loren Gersh (Bruce Abbott) is al jaren op rij de winnaar. Hij staat op het punt om iemand onder de douche te beschieten, maar hij wordt per ongeluk zelf door een pijltje geraakt. Hij kan heel slecht tegen zijn verlies en raakt in paniek. Hij besluit door te gaan met het spel, maar hij gebruikt nu een echt pistool in plaats van een plastic wapen.
Alex Marsh (Robert Carradine) schrijft een stukje voor de schoolkrant. Hij is geïnteresseerd in het spel dat de andere studenten spelen en hij volgt Susan Swayze (Linda Hamilton) om er meer over te weten te komen. Susan heeft niet door dat Gersh de deelnemers een voor een vermoordt. Ze verstopt zich in Gersh's kamer om hem op te wachten en uit te schakelen, maar daar ontdekt ze een wasmand met de lijken van de andere spelers. Ze slaat op de vlucht en wordt door Gersh achtervolgd. Alex ontdekt dat alle vermiste studenten door Gersh zijn 'uitgeschakeld'.
Op het dak van een schoolgebouw heeft Gersh Susan ingesloten. Susan schiet met haar neppistool een plastic pijltje tegen Gersh aan. Ze zegt tegen hem dat hij is uitgeschakeld, maar hij trapt daar niet in. Alex heeft Gersh en Susan gevolgd. Hij schiet Gersh neer, die eerst klaagt dat het niet eerlijk is ("That's not fair.") en vervolgens naar beneden valt.

## Rolverdeling
| |  |  |
| Robert Carradine (rechts) werd later bekend door zijn rol in de Revenge of the Nerds-films. Linda Hamilton (links) speelde later onder meer in The Terminator met Arnold Schwarzenegger. |  |  |

### Hoofdrollen
| Acteur           | Personage       |
| ---------------- | --------------- |
| Robert Carradine | Alex Marsh      |
| Linda Hamilton   | Susan Swayze    |
| Kristine DeBell  | Nancy McCauley  |
| Perry Lang       | Frank English   |
| John Mengatti    | Randy Simonetti |
| Michael Winslow  | Gowdy           |
| Frazer Smith     | Nick Carpenter  |
| Bruce Abbott     | Loren Gersh     |
| Xander Berkeley  | Connally        |
| Ivan Bonar       | Patterson       |
| Scott Dunlop     | Wallace         |

### Bijrollen
| Acteur                | Personage              |
| --------------------- | ---------------------- |
| Jim Greenleaf         | Swanson                |
| Charlene Nelson       | Charlene               |
| Steven Peterman       | Schooster              |
| Jack Baker            | hulp van Gowdy         |
| Aaron Scott Bernard   | racquetballspeler      |
| Nora Boland           | schoonmaakster         |
| Richard Chudnow       | trainer                |
| Isabel Cooley         | professor Wadsworth    |
| David Mason Daniels   | student                |
| Robert L. Gibson      | hardlooptrainer        |
| John Maio             | jongen in speelzaal    |
| Sharon McGee          | Sharon                 |
| Christopher S. Nelson | Chudnow                |
| Jerold Pearson        | dorm attendant         |
| Dan Priest            | conciërge              |
| Robert Starr          | jongen onder de douche |
| Jim Veneziano         | deelnemer aan het spel |
| Forest Whitaker       | bodyguard van Gowdy    |

De band  (Rod Firestone, Johnny Bethesda, Buzz Clic en Brandon Matheson) treedt in de film op.

## Muziek
Craig Safan componeerde de filmmuziek, die in mei 2012 door BSX Records op cd werd uitgebracht.
1. "Tag: The Assassination Game Main Title"
2. "Opening Set Up/First Meeting"
3. "Campus Information (Solo Piano)"
4. "Gersh's Theme"
5. "Pool Kill"
6. "Gersh's Room/The Gun/Shower Kill"
7. "Rug Pull/What Do You Want? (Love theme)"
8. "A Killer Kiss"
9. "Gersh Stalking/Kill In Bleachers"
10. "Americanization March"
11. "She's a Psychology Major!"
12. "Romantic Montage"
13. "Don't You Want to Be in the Finals?/Gersh Kills Wallace/Mouse in the Closet"
14. "Can I Borrow Your Gun?"
15. "The Final Players"
16. "We Could Sleep in All Day"
17. "Flowers for Swayze"
18. "Putting the Pieces Together"
19. "Gersh's 2nd Place Piece"
20. "Gersh Is the Killer/Susan in Gersh's Room/The Bodies/Calling for Help"
21. "Deadly Pursuit"
22. "Death of Gersh & Finale/Tag: The Assassination Game-End Credits"